# Operationsplanung

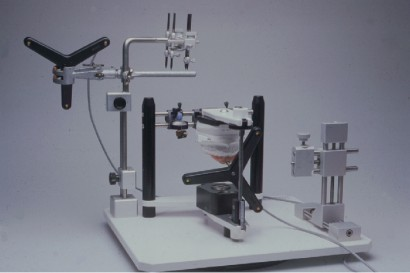
Operationsplanung einer Segmentumstellungsosteotomie der Kiefer im Artikulator (mit Infrarotmessinstrumentarium)

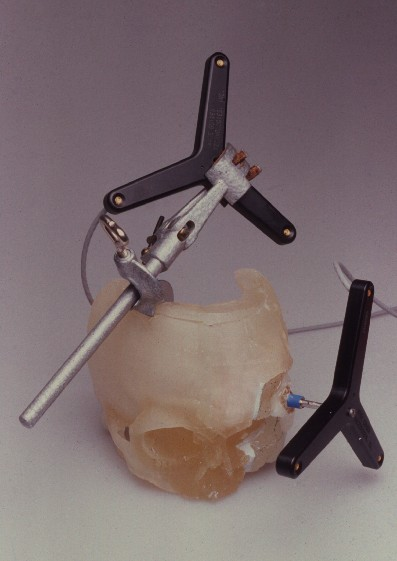
Operationsplanung einer Segmentumstellungsosteotomie der linken Orbita am Stereolithografiemodell (mit Infrarotmessinstrumentarium)

Mithilfe einer Operationsplanung wird im Rahmen der computergestützten Chirurgie vor einer Operation ein Zugangsweg festgelegt oder der Versatz eines Knochensegments definiert.
Die Operationsplanung hat einen hohen Stellenwert in der Neurochirurgie und der Mund-, Kiefer- und Gesichtschirurgie. Das Umsetzen des Operationsplans am Patienten erfolgt dann im Allgemeinen unter Anwendung eines chirurgischen Navigationssystems.

## Planungsgrundlagen
Grundlage für die Operationsplanung bilden üblicherweise CT- oder MRT-Bilddatensätze.
In der Mund-, Kiefer- und Gesichtschirurgie können abweichend davon Operationsplanungen im Rahmen der Dysgnathiechirurgie auch anhand von Gipsmodellen der Kiefer in einem Artikulator vorgenommen werden.

## Historische Entwicklung
Für die Operationsplanung ist ein dreidimensionales Abbild des Patienten erforderlich, innerhalb dessen die Planung vorgenommen wird. Bahnbrechend war in diesem Zusammenhang die dreidimensionale Bildgebung im Rahmen der Computertomographie durch G. Hounsfield in den 1970er Jahren. In den 1980er Jahren gelang dem Radiologen M. Vannier mit seinem Team die erste dreidimensionale Rekonstruktion von CT-Daten auf einem Computer. Anfang der 1990er Jahre konnten dann Operationsplanungen erstmals an Stereolithografiemodellen vorgenommen werden. Ende der 1990er Jahre wurden Operationsplanungen im Rahmen von Umstellungsosteotomien erstmals auch am Computer simuliert und mit einem Navigationssystem am Patienten umgesetzt.